# Щербатский, Фёдор Григорьевич
Фёдор Григорьевич Щербатский (Щербатской, Щербацкий; 1790—1855) — генерал-лейтенант Русской императорской армии. Его брат — полковник Яков Григорьевич Щербацкий.

## Биография
По информации Петербургского некрополя родился 14 (25) августа 1792 года. «Русский биографический словарь» указывает, что он происходил из дворян Херсонской губернии, родился в 1790 году и умер на 65 году жизни.
По окончании 2-го кадетского корпуса был 19 ноября 1812 года произведён в прапорщики и назначен в лейб-гвардии Гренадерский полк, с которым и принял участие в завершающих сражениях Отечественной войны 1812 года и войне 1813—1814 гг., причём особенно отличился при осаде крепости Модлина.
Назначенный 5 мая 1818 года полковым адъютантом, в 1821 году был произведён в капитаны, в 1823 году — в подполковники, в 1828 году — в полковники.
Командуя батальоном лейб-гвардии Гренадерского полка, принимал участие в осаде крепости Варны во время Русско-турецкой войны 1828 года; за отличия был награждён орденом Святой Анны 2-й степени с мечами.
Во время начавшейся вскоре кампании против польских мятежников Щербатский принял деятельное участие в подавлении мятежа и за отличия, выказанные в сражении при дер. Рудках и во время штурма Варшавы, был награждён орденом Святого Владимира 3-й степени и польским знаком отличия за военное достоинство (Virtuti Militari) 3-й степени. Произведен 6 октября 1831 года в генерал-майоры, с назначением командиром 2-й бригады 3-й пехотной дивизии.
Затем в течение тринадцати лет он последовательно командовал 2-й бригадой 1-й гренадерской дивизии, 1-й бригадой той же дивизии и снова 2-й бригадой, причём в числе других орденов был награждён (19 ноября 1837 г.) орденом Святого Георгия 4-й степени за 25 лет выслуги в офицерских чинах.
Назначенный 10 января 1844 года командующим 2-й пехотной дивизией, Щербатский в том же году 6 декабря был произведён в генерал-лейтенанты и утверждён в должности начальника дивизии, а ещё через два года награждён орденом Святой Анны 1-й степени с императорской короной.
С 6 декабря 1848 года по 6 декабря 1849 года Ф. Г. Щербатский командовал 3-й пехотной дивизией; 21 марта 1849 года был награждён орденом Святого Владимира 2-й степени, после чего получил в командование 17-ю пехотную дивизию, которой и командовал до 29 января 1851 года, когда был назначен по армейской пехоте и в запасные войска.
В течение всей своей службы, кроме орденов и других знаков отличия, Щербатский многократно получал в награду денежные суммы и земельные участки «по чину». Владел усадьбой Лютка в Лужском уезде.
Скончался от водянки в Санкт-Петербурге 11 (23) апреля 1855 года и был похоронен на Волковом православном кладбище.

## Награды
Среди прочих наград Щербацкий имел ордена:
- Орден Святой Анны 2-й степени с мечами (1829 год)
- Польский знак отличия за военное достоинство (Virtuti Militari) 3-й степени (1831 год)
- Орден Святого Владимира 3-й степени (1832 год)
- Орден Святого Станислава 1-й степени (1833 год)
- Орден Святого Георгия 4-й степени (за беспорочную выслугу 25 лет в офицерских чинах, 29 ноября 1837 года, № 5523 по кавалерскому списку Григоровича — Степанова)
- Орден Святой Анны 1-й степени (1843 год, императорская корона к этому ордену пожалована в 1848 году)
- Орден Святого Владимира 2-й степени (1850 год)

## Семья
Был женат на Марии Сергеевне Токоловской (10.06.1800—02.03.1859). Их дети:
- Николай (1826—1900) — генерал-майор, иркутский военный и гражданский губернатор.
- Ипполит (1827—1889) — действительный статский советник, уфимский губернатор.